# Hermann Plathner (Maler)
Hermann August Plathner (* 23. August 1831 in Gronau (Leine); † 11. März 1902 in Düsseldorf) war ein deutscher Genremaler der Düsseldorfer Schule.

## Leben
Plathner, ein Sohn von Hermann August Plathner (1793–1853) und dessen Frau Sophie, verwitwete Plock, geborene Schmidt († 1862), erlernte zunächst die Landwirtschaft („Oekonomie“) in Sorsum bei Hildesheim. Nach der Polytechnischen Schule in Hannover besuchte er ab 1854 die Kunstakademie Düsseldorf. Anschließend war er Schüler von Adolph Tidemand und Rudolf Jordan. Am 20. November 1857 heiratete er Gertrud Weyrather, die zwischen 1858 und 1864 zwei Töchter und zwei Söhne gebar. Seit 1862 hatte er ein eigenes Atelier in Düsseldorf. Er unternahm Studienreisen im nördlichen Deutschland und im Schwarzwald. Zeitgenössische Kritiker lobten die „guten Charakteristika“ und „feine Stimmung“ seiner Genrebilder, deren volkstümliche Motive eine Nähe zur Malerei von Benjamin Vautier zeigen.
Plathner war Mitglied des Künstlervereins Malkasten und der Allgemeinen Deutschen Kunstgenossenschaft. 1889 war seine Wohnadresse in der Rosenstraße 34 in Düsseldorf-Pempelfort.

## Werke (Auswahl)

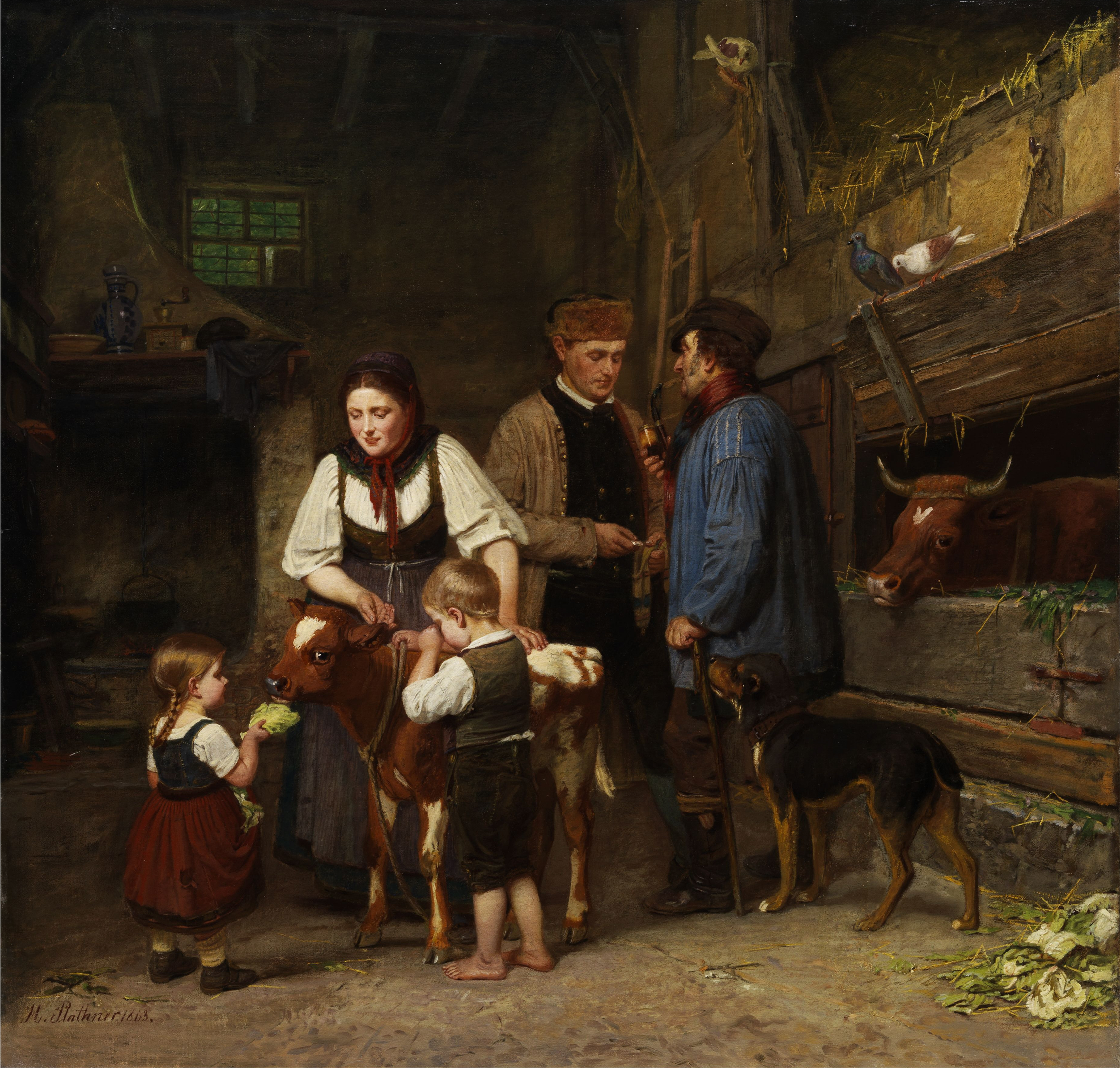
Das verkaufte Kalb

- Die sehr gemütliche Alte und ihre Zöglinge, 1860
- Feierabend, 1863
- Die Politiker, 1866
- Ungestempelte Karten, 1867
- Auf bösen Wegen ertappt, 1874
- Das Porträt, 1876
- Das verkaufte Kalb